# Weener

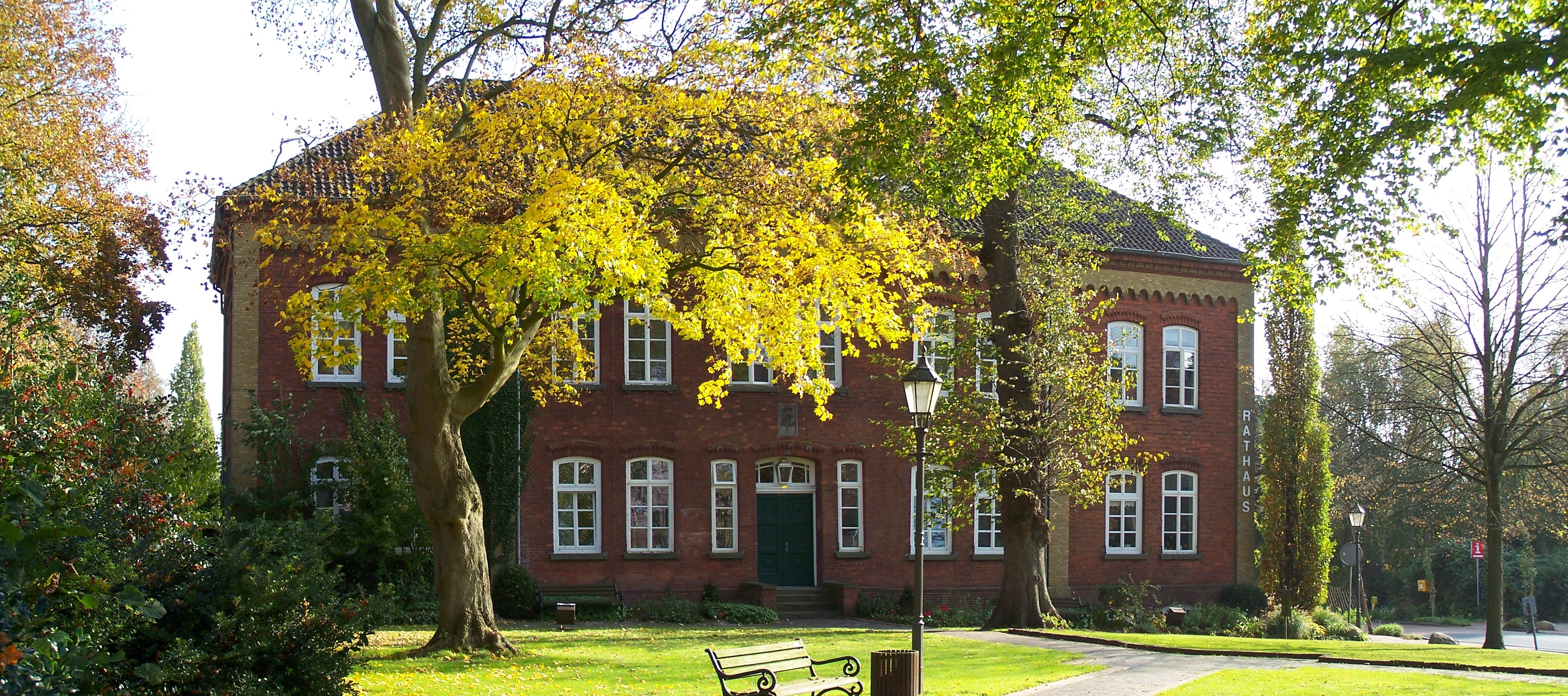
Mairie de Weener.

Weener est une ville allemande située au Nord de la Basse-Saxe, dans l’arrondissement de Leer, près de la frontière avec les Pays-Bas.

## Géographie
Weener et ses environs constituent la partie est d’une terre appelée Rheiderland, bordée au Nord par l’estuaire de l’Ems, une sorte de golfe soumis à de grandes marées et appelé « Dollart », à l’Est par l’Ems et qui, à l’Ouest, s’étend au-delà de la frontière avec les Pays-Bas.
Le Rheiderland constitue lui-même la partie sud-ouest d’une division traditionnelle, la Frise orientale.
Weener compte environ 16 000 habitants, répartis entre la ville même et les lieux-dits (Kirchborgum, Diele, Halte, Stapelmoor, Holthusen, Möhlenwarf, Sankt Georgiwold et Beschotenweg), assez éloignés du noyau et qui de fait ressemblent à des villages séparés.

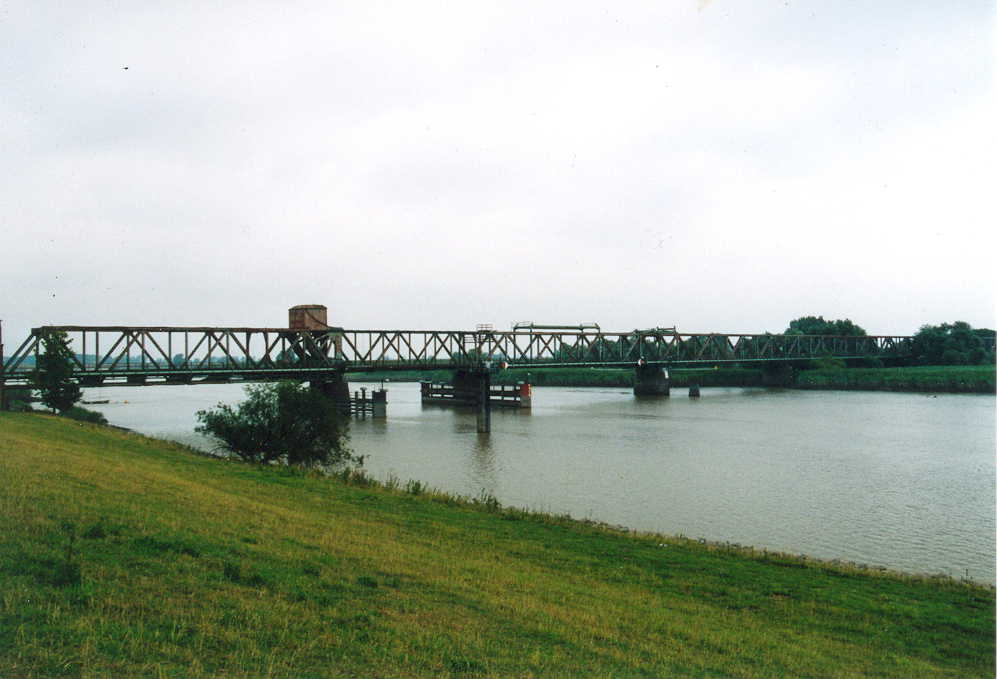
La Friesenbrücke, le plus long pont levant de chemin de fer allemand, traverse l’Ems à Weener.

La ville est desservie par une ligne de chemin de fer exploitée par la Deutsche Bahn et Arriva. Cette ligne traverse l’Ems à Weener, sur le plus long pont levant de chemin de fer d’Allemagne (dont une partie plus grande que la section mobile est démontée environ deux fois par an, pour permettre le passage des luxueux bateaux de croisière de la Meyer Werft, attirant de nombreux curieux).

## Histoire et culture
De nombreux habitants de Weener considèrent l’allemand comme leur seconde langue, leur première étant le bas-allemand (Plattdeutsch), qui comprend de nombreuses variétés d’un lieu-dit à l’autre.
Comme dans une grande partie de la Frise orientale, Weener a longtemps été dépendante de l’extraction de la tourbe.
La première mention d’un peuplement permanent dans la zone géographique correspondant à Weener est datée du Xe siècle, qui en plusieurs siècles s’est transformé en un village, avec l’église Saint-Georges, datée de 1 230, et un port, agrandi en 1570, qui a fait par la suite de la Weener une ville commerciale importante de la région. La guerre de Trente Ans (opposant au début protestants et catholiques) l’a quasiment réduite en cendres, d’où le phénix présent sur les armoiries de la ville qui symbolise la renaissance après le feu. Mais peu après la fin de la guerre, en 1650, Weener n’est plus qu’un petit hameau de 300 habitants à l’économie centrée sur l’agriculture.

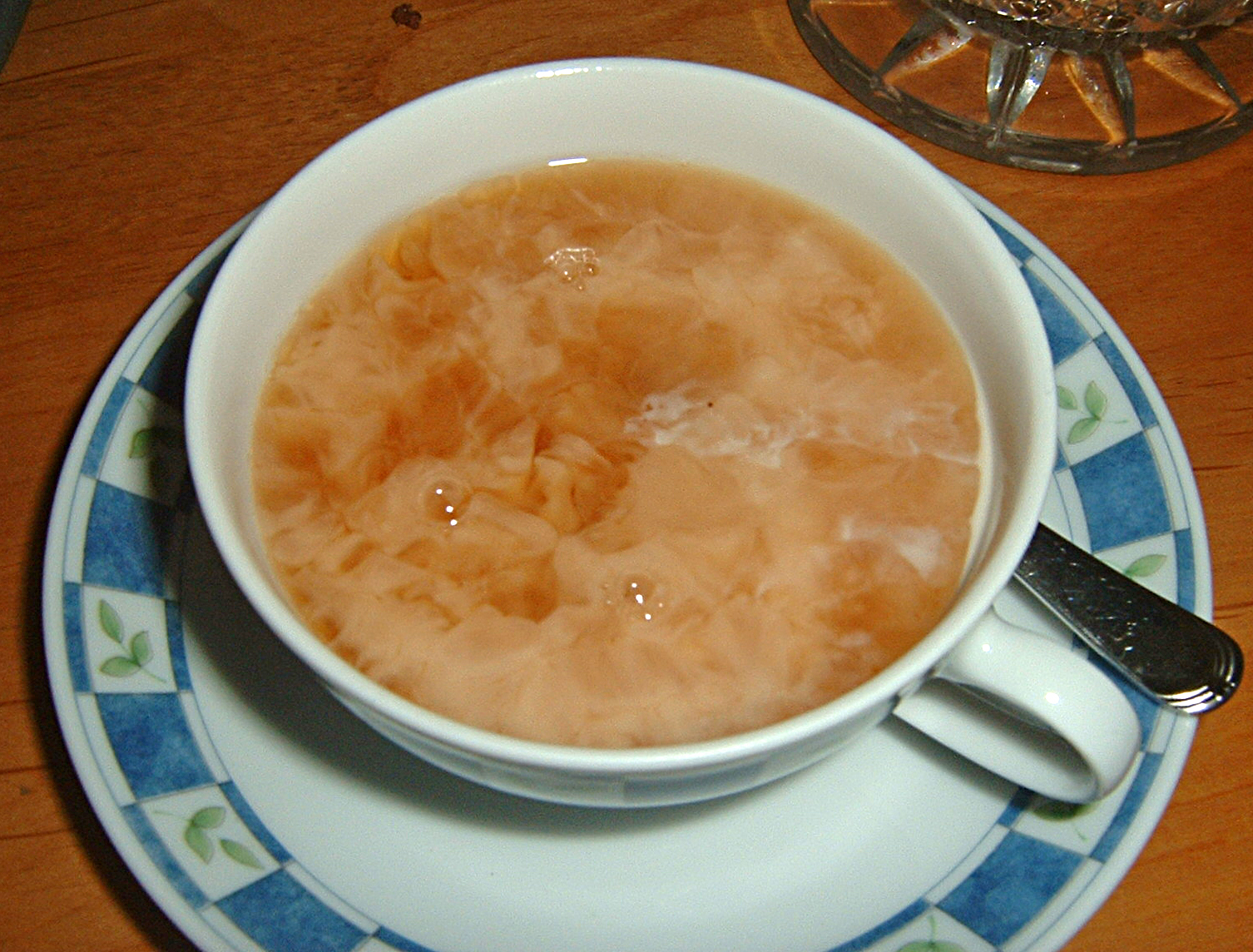
Le thé est bu en très grandes quantités dans toute la Frise orientale, dont le nombre de litres annuels (288) par personne dépasse celui du Royaume-Uni (seuls l’Irlande, la Libye et le Qatar dépassent ce chiffre).

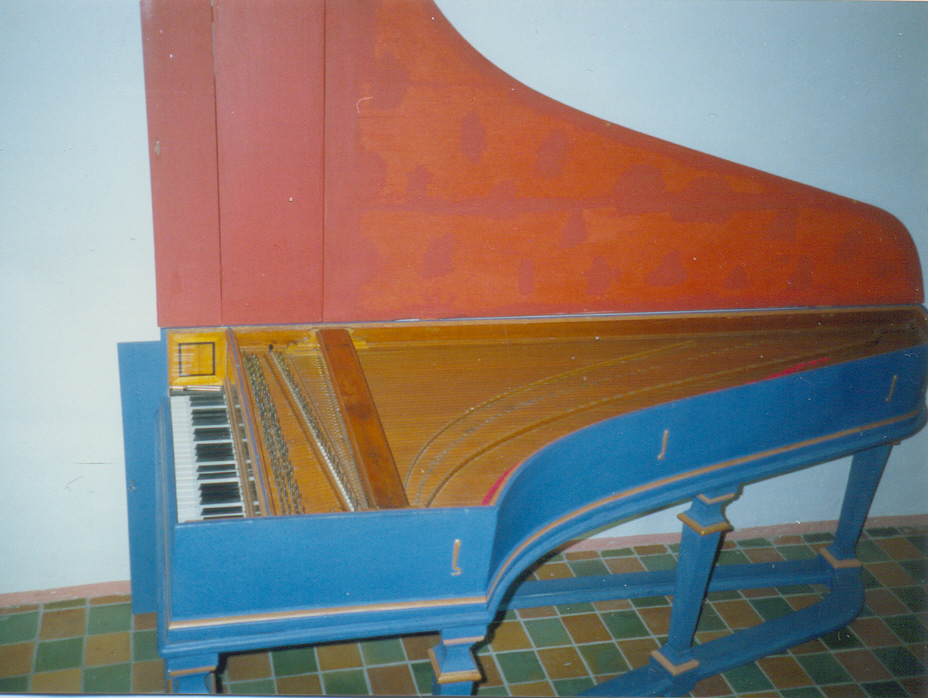
L’organeum présente des orgues anciens, mais aussi des clavecins et d’autres instruments.

La ville se relève rapidement, cependant, et fleurit aux XVIIe et XVIIIe siècles. Pendant cette période se développent le plus les fabriques d’orgues d’église apparues au XVe siècle (des orgues y sont toujours fabriqués de nos jours, et la ville possède un musée de l’orgue, l’organeum). La tradition du thé apparaît au XVIIe dans les familles bourgeoises et s’étend à toutes les classes sociales, jusqu’à devenir un élément culturel important en Frise orientale, au point que lui sont consacrés à lui aussi plusieurs musées dans la région. Il est aujourd’hui bu très infusé, en très grandes quantités, avec des morceaux de sucre cristallisés (qu’à l’origine on croquait séparément, et qui aujourd’hui précèdent le thé dans la tasse) et de la crème versée sur le pourtour de la tasse avec une cuillère arrondie.
Pendant cette période, le commerce de chevaux et l'industrie d'extraction de la tourbe (qui a modelé le paysage de Weener et des villes alentour comme Leer, Papenburg, Rhauderfehn et Bunde, avec de nombreux canaux sur lesquels des bateaux transportaient la tourbe) se développent, faisant de Weener un important carrefour commercial rivalisant avec Emden. Le nom du lieu-dit Stapelmoor vient d’ailleurs de ce qu’on y stockait de la tourbe.

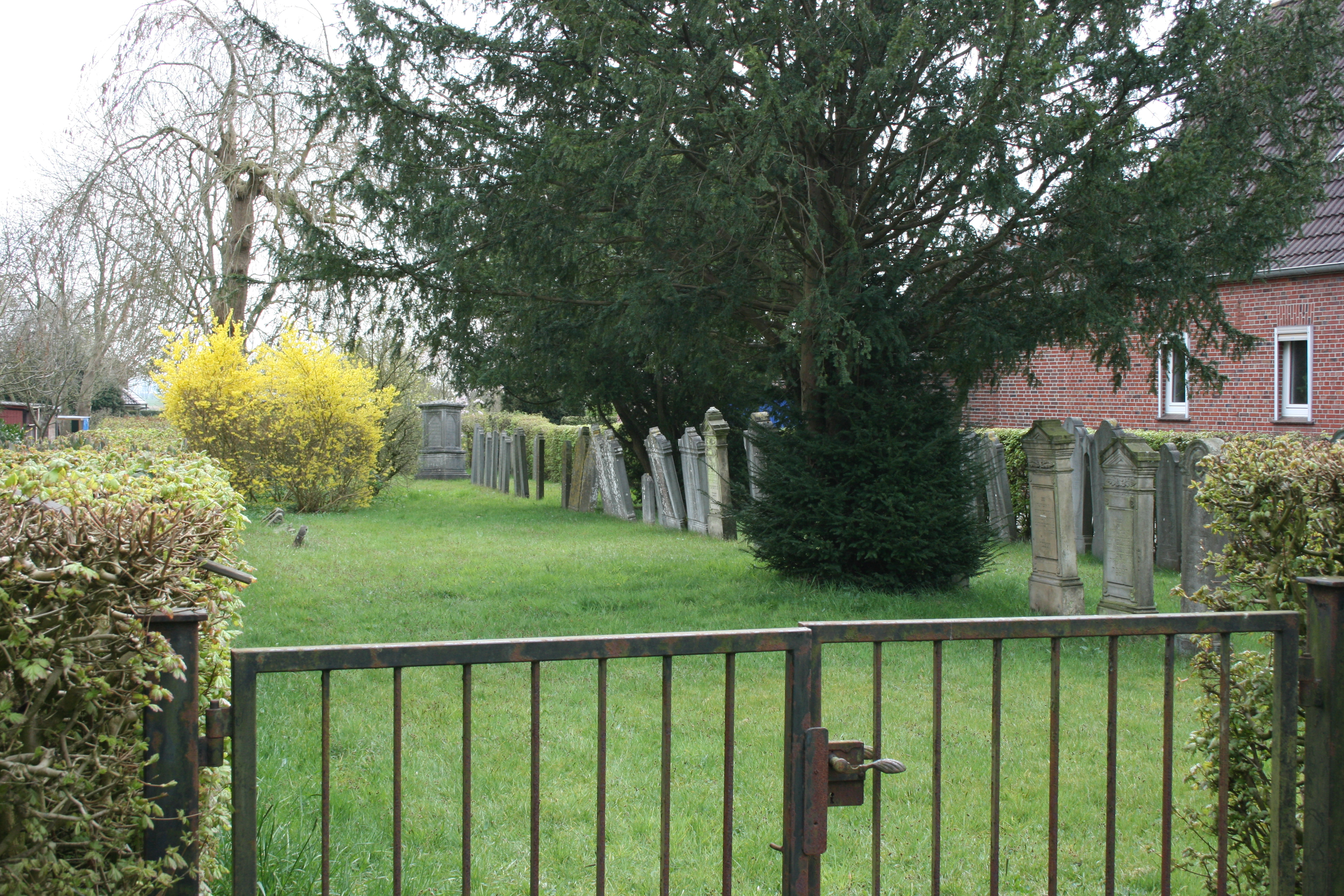
Le cimetière juif de Weener

 Au milieu du vingtième siècle, les effets du nazisme sur la ville sont identiques au reste de l’Allemagne : par exemple, pendant la nuit de Cristal, la synagogue est détruite et les Juifs arrêtés et, par la suite, assassinés, ce qui fait qu’il ne reste plus de communauté juive à Weener.
La guerre a également diminué l’importance relative de Weener par rapport à Emden, que son port maritime rendait stratégique.

## Économie
Les entreprises les plus importantes de Weener sont Weener Plastic (bouchons de récipients à usage domestique) et Klingele (papier recyclé brut). Cependant, l'un des plus gros employeurs se situe au sud, à Papenburg : le chantier naval Meyer (bateaux de croisière et de transport, méthaniers), premier employeur de la région.
Le journal du Rheiderland (Rheiderland Zeitung) est basé à Weener.

La sous-station 380 kV de Diele est la terminaison de BorWin1.

## Jumelages
Eurajoki (Finlande)
Les Pieux (France)